# Ezio Capuano
Ezio Capuano, detto Eziolino (Salerno, 19 gennaio 1965) è un allenatore di calcio italiano.

## Caratteristiche tecniche
La difesa a tre è il tratto caratteristico del tecnico, che la utilizza in diverse varianti. Il modulo preferito è il 3-5-2, alternato a varianti con una punta al posto di un centrocampista. Punti focali della sua linea tattica sono la grande attenzione alla fase difensiva, lo sfruttamento dell’ampiezza, la reattività nelle ripartenze in contropiede e l'abilità nello sfruttare le azioni da calcio piazzato (punizioni e angoli).

## Carriera
Nativo di Salerno, ma originario di Pescopagano (PZ), Capuano ha giocato come centrocampista a livello giovanile, dovendo però abbandonare l'agonismo a soli 17 anni, mentre militava nel Vietri-Raito, per i postumi di un grave infortunio al gomito. 
Rimane nel mondo del calcio come osservatore dell'Empoli, per poi intraprendere giovanissimo la carriera di allenatore: a 20 anni allena le squadre giovanili dell'Herajon e a 24 anni è già capo allenatore in Interregionale, guidando l'Ebolitana. Tra i suoi primi successi si annovera la promozione in Serie C2 con l'Altamura nel 1996, performance ripetuta nel 1997 con la Cavese.
Nel 2006 approda alla guida della Juve Stabia, che conduce ai playoff di Serie C1 nonostante l'obiettivo fosse la salvezza. Non riconfermato per l'anno successivo, viene tuttavia richiamato alla 15ª giornata in sostituzione di Pino Rigoli, salvo poi essere esonerato definitivamente alla 32ª giornata e sostituito a sua volta da Maurizio Costantini.
Resta in Lega Pro Prima Divisione, e conduce la Paganese alla salvezza con largo anticipo, concludendo il campionato con la migliore difesa assoluta del girone.
Nel 2009 passa al Potenza in serie C1, ma il dissesto della società rende l'esperienza travagliata e culmina con la retrocessione d'ufficio della squadra, che pure nelle ultime sei giornate riesce ad ottenere sei risultati utili consecutivi sufficienti a garantirsi la salvezza sul campo. Risultato considerato straordinario dalla piazza lucana, poiché Capuano riesce a motivare i propri giocatori a dare il massimo nonostante il destino del club fosse ormai segnato.
Nel 2010 viene ingaggiato dal Messina, salvo poi dimettersi dopo pochi giorni, in disaccordo con il rifiuto del club siciliano di richiedere il ripescaggio in Lega Pro Seconda Divisione.
Si trasferisce nella massima serie belga per allenare l'Eupen, ma dopo un promettente inizio, si dimette per screzi con la dirigenza alla terza giornata, e si trasferisce sulla panchina della Paganese.
Nel 2012 viene ingaggiato dal Fondi e riesce a salvare la squadra con tre giornate di anticipo. L'anno successivo viene sollevato dall'incarico dopo le prime tre giornate senza punti.
A luglio 2013 si insedia sulla panchina della Casertana, esperienza che si conclude anch'essa dopo tre giornate di campionato senza punti.
A giugno 2014 assume la guida tecnica dell'Arezzo, appena ripescato in Lega Pro, conducendolo ad una tranquilla salvezza per tre stagioni consecutive
Successivamente passa alla Sambenedettese, rilevando la squadra in undicesima posizione dopo l'esonero di Francesco Moriero, conduce un'ottima stagione conquistando e mantenendo il secondo posto in classifica alle spalle del Padova, ma dopo un breve periodo di appannamento della squadra marchigiana a play-off già matematicamente raggiunti, viene clamorosamente esonerato nonostante fosse secondo in classifica. A fine stagione la Samb perderà i playoff per la Serie B contro il Cosenza. 
Nel corso del 2019 guida il Rieti portandolo alla salvezza. Negli anni a venire siede sulla panchina dell'Avellino, riuscendo a centrare i playoff per la promozione in B, che però sfumano al primo turno
Nel 2022 viene chiamato sulla panchina del Taranto al posto dell'esonerato Nello Di Costanzo: conquistata la salvezza con tre giornate di anticipo, e poi vince anche le ultime tre di campionato, terminando quindi il torneo a braccetto con la Juve Stabia, con quest'ultima che accede ai play-off solo grazie alla classifica avulsa. Confermato nella stagione successiva, conduce gli ionici al secondo posto. Tuttavia, a causa di una penalizzazione a carico della società, accede ai play-off dalla quinta posizione. La squadra pugliese viene poi eliminata dal Vicenza nella fase nazionale. A fine stagione riceve il premio nazionale "Mario Mariozzi" come miglior allenatore dell'anno. 
Ad agosto 2024, poco prima dell'inizio della stagione, la dirigenza tarantina rassegna le dimissioni e consegna il Taranto nelle mani del Comune, in polemica con le istituzioni locali per le diversità di vedute sulla disponibilità dello stadio Iacovone (soggetto a lavori di ristrutturazione in vista dei giochi del Mediterraneo del 2026). A stretto giro, Capuano, che era stato riconfermato, inizia a presentare, insieme al suo vice Zangla, certificati medici attestanti l'impossibilità di presentarsi agli allenamenti, e salta anche l'esordio in Coppa Italia Serie C. Il 14 agosto, a seguito della presentazione di un ennesimo prolungamento del certificato medico, il Taranto dispone l'esonero di Capuano.
Il 27 settembre 2024 Capuano diventa il nuovo tecnico del Foggia in Serie C, sostituendo l’esonerato Massimo Brambilla. Il 27 ottobre seguente si dimette poco dopo la sconfitta esterna contro il Sorrento (2-1) avendo raccolto cinque punti in altrettante gare e con la squadra in zona play-out. Si tratta della quarta volta in carriera che rassegna le dimissioni dopo pochissime giornate.
L'11 dicembre seguente sostituisce l'esonerato Salvatore Aronica e torna sulla panchina del Trapani (già allenato 24 anni prima in un'annata non particolarmente fortunata conclusasi con la retrocessione in serie D), che si trova al decimo posto nel girone C ma che era partito con chiare ambizioni playoff. Il 27 gennaio 2025, dopo la sconfitta per 2-0 con la Juventus Next Gen che seguiva il pareggio casalingo in semifinale di Coppa Italia di Serie C con il Rimini, ha un alterco col gruppo squadra e la società granata decide di esonerarlo. Per Capuano è il quindicesimo esonero in carriera, e la terza panchina saltata, dopo Taranto e Foggia, in appena cinque mesi. Lascia la squadra siciliana al nono posto avendo collezionato sei punti in altrettante partite.

## Controversie
Ezio Capuano ha ottenuto un'ampia popolarità a livello nazionale a causa del temperamento spontaneo e del carattere forte e deciso, che talora lo conducono a prodursi in espressioni e comportamenti folkloristici, veementi e sopra le righe. Non di rado tali circostanze gli sono costate sanzioni, squalifiche e polemiche, anche in ambito extra-sportivo.
Nel novembre 2014, al termine di una gara persa dal suo Arezzo contro l'Alessandria, una dichiarazione rilasciata in conferenza stampa venne da più parti tacciata di omofobia e comportò sanzioni per lui (5.000 euro) e per la società toscana (10.000 euro); il tecnico campano successivamente spiegò che l'espressione incriminata non aveva intenti offensivi, ma solo lo scopo di stimolare i giocatori.
Maggior risonanza ebbe, l'8 ottobre 2015, un suo sfogo a seguito di una sconfitta in amichevole dell'Arezzo contro il Lucignano (squadra del campionato di Promozione Toscana): negli spogliatoi Capuano apostrofò pesantemente i propri giocatori (accusati di scarso impegno) anche con minacce fisiche. Lo sfogo venne registrato segretamente e poi diffuso via Internet dal giocatore Nicolò Sperotto, diventando ben presto virale. Capuano derubricò tale episodio a normali dinamiche tra allenatore e squadra, ma pretese l'allontanamento di Sperotto, che venne dapprima messo fuori rosa e poi licenziato dall'Arezzo.
Con il Trapani il 27 gennaio 2025, dopo la sconfitta per 2-0 con la Juventus Next Gen che seguiva il pareggio casalingo in semifinale di Coppa Italia di Serie C con il Rimini, ha un alterco col gruppo squadra, insultandoli pesantemente; il presidente del club siciliano dichiara di non aver mai sentito gli epiteti usati dell'allenatore ottenendo la "distruzione" del gruppo che ne chiede l'esonero all'unanimità. Di conseguenza la società granata decide di esonerarlo per giusta causa, davanti al collegio arbitrale.

## Statistiche

### Statistiche da allenatore
Statistiche aggiornate al 28 gennaio 2025. In grassetto le competizioni vinte.
| Stagione            | Squadra            | Campionato         | Campionato | Campionato | Campionato | Campionato | Coppe nazionali | Coppe nazionali | Coppe nazionali | Coppe nazionali | Coppe nazionali | Coppe continentali | Coppe continentali | Coppe continentali | Coppe continentali | Coppe continentali | Altre coppe | Altre coppe | Altre coppe | Altre coppe | Altre coppe | Totale | Totale | Totale | Totale | % Vittorie | Piazzamento              |
| Stagione            | Squadra            | Comp               | G          | V          | N          | P          | Comp            | G               | V               | N               | P               | Comp               | G                  | V                  | N                  | P                  | Comp        | G           | V           | N           | P           | G      | V      | N      | P      | %          | Piazzamento              |
| ------------------- | ------------------ | ------------------ | ---------- | ---------- | ---------- | ---------- | --------------- | --------------- | --------------- | --------------- | --------------- | ------------------ | ------------------ | ------------------ | ------------------ | ------------------ | ----------- | ----------- | ----------- | ----------- | ----------- | ------ | ------ | ------ | ------ | ---------- | ------------------------ |
| dic. 1989-1990      | Ebolitana          | Int.               | 19         | 5          | 6          | 8          | CI-Dil.         | 2               | 0               | 1               | 1               | -                  | -                  | -                  | -                  | -                  | -           | -           | -           | -           | -           | 21     | 5      | 7      | 9      | 23,81      | Sub., 8º                 |
| apr.-giu. 1991      | Poseidon           | Prom.              | 2          | 1          | 1          | 0          | CI-Prom.        | -               | -               | -               | -               | -                  | -                  | -                  | -                  | -                  | -           | -           | -           | -           | -           | 2      | 1      | 1      | 0      | 50,00      | Sub., 10º                |
| 1991-1992           | Poseidon           | Ecc.               | 30         | 11         | 9          | 10         | CI-Ecc.         | ?               | ?               | ?               | ?               | -                  | -                  | -                  | -                  | -                  | -           | -           | -           | -           | -           | 30     | 11     | 9      | 10     | 36,67      | 8º                       |
| 1992-mar. 1993      | Poseidon           | Ecc.               | 22         | 9          | 6          | 7          | CI-Ecc.         | ?               | ?               | ?               | ?               | -                  | -                  | -                  | -                  | -                  | -           | -           | -           | -           | -           | 22     | 9      | 6      | 7      | 40,91      | Dimiss.                  |
| Totale Poseidon     | Totale Poseidon    | Totale Poseidon    | 54         | 21         | 16         | 17         |                 | -               | -               | -               | -               |                    | -                  | -                  | -                  | -                  |             | -           | -           | -           | -           | 54     | 21     | 16     | 17     | 38,89      |                          |
| 1993-1994           | Pro Salerno        | Ecc.               | 30+2       | 16+1       | 13         | 1+1        | CI-Ecc.         | ?               | ?               | ?               | ?               | -                  | -                  | -                  | -                  | -                  | -           | -           | -           | -           | -           | 32     | 17     | 13     | 2      | 53,13      | 2º (prom.)               |
| lug.-nov. 1994      | Pro Salerno        | CND                | 9          | 2          | 4          | 3          | CI-Dil.         | 2               | 1               | 0               | 1               | -                  | -                  | -                  | -                  | -                  | -           | -           | -           | -           | -           | 11     | 3      | 4      | 4      | 27,27      | Eson.                    |
| Totale Pro Salerno  | Totale Pro Salerno | Totale Pro Salerno | 41         | 19         | 17         | 5          |                 | 2               | 1               | 0               | 1               |                    | -                  | -                  | -                  | -                  |             | -           | -           | -           | -           | 43     | 20     | 17     | 6      | 46,51      |                          |
| 1995-1996           | Altamura           | CND                | 34+3       | 19         | 12         | 3+3        | CI-Dil.         | 6               | 3               | 3               | 0               | -                  | -                  | -                  | -                  | -                  | -           | -           | -           | -           | -           | 43     | 22     | 15     | 6      | 51,16      | 1º (prom.)               |
| 1996-1997           | Cavese             | CND                | 34+4       | 20+2       | 9+1        | 5+1        | CI-Dil.         | 8               | 2               | 5               | 1               | -                  | -                  | -                  | -                  | -                  | -           | -           | -           | -           | -           | 46     | 24     | 15     | 7      | 52,17      | 1º (prom.)               |
| 1997-1998           | Cavese             | C2                 | 34         | 8          | 17         | 9          | CI-C            | 6               | 2               | 4               | 0               | -                  | -                  | -                  | -                  | -                  | -           | -           | -           | -           | -           | 40     | 10     | 21     | 9      | 25,00      | 13º                      |
| 1998-1999           | Cavese             | C2                 | 34         | 10         | 16         | 8          | CI-C            | 8               | 3               | 5               | 0               | -                  | -                  | -                  | -                  | -                  | -           | -           | -           | -           | -           | 42     | 13     | 21     | 8      | 30,95      | 8º                       |
| Totale Cavese       | Totale Cavese      | Totale Cavese      | 106        | 40         | 43         | 23         |                 | 22              | 7               | 14              | 1               |                    | -                  | -                  | -                  | -                  |             | -           | -           | -           | -           | 128    | 47     | 57     | 24     | 36,72      |                          |
| 1999-2000           | Trapani            | C2                 | 31         | 6          | 11         | 14         | CI-C            | -               | -               | -               | -               | -                  | -                  | -                  | -                  | -                  | -           | -           | -           | -           | -           | 31     | 6      | 11     | 14     | 19,35      | Eson., Sub., 18º (retr.) |
| 2000-mag. 2001      | Puteolana          | C2                 | 33         | 15         | 9          | 9          | CI-C            | 4               | 0               | 1               | 3               | -                  | -                  | -                  | -                  | -                  | -           | -           | -           | -           | -           | 37     | 15     | 10     | 12     | 40,54      | Eson.                    |
| ago.-set. 2001      | Taranto            | C1                 | 4          | 2          | 0          | 2          | CI-C            | 4               | 2               | 2               | 0               | -                  | -                  | -                  | -                  | -                  | -           | -           | -           | -           | -           | 8      | 4      | 2      | 2      | 50,00      | Eson.                    |
| 2002-feb. 2003      | Nocerina           | C2                 | 24         | 11         | 8          | 5          | CI-C            | 8               | 4               | 1               | 3               | -                  | -                  | -                  | -                  | -                  | -           | -           | -           | -           | -           | 32     | 15     | 9      | 8      | 46,88      | Eson.                    |
| ott. 2003-2004      | Sora               | C1                 | 28         | 10         | 9          | 9          | CI-C            | 6               | 1               | 4               | 1               | -                  | -                  | -                  | -                  | -                  | -           | -           | -           | -           | -           | 34     | 11     | 13     | 10     | 32,35      | Sub., 13º                |
| 2004-2005           | Sora               | C1                 | 32+2       | 8          | 10         | 14+2       | CI-C            | 4               | 1               | 1               | 2               | -                  | -                  | -                  | -                  | -                  | -           | -           | -           | -           | -           | 38     | 9      | 11     | 18     | 23,68      | Eson., Sub., 15º (retr.) |
| Totale Sora         | Totale Sora        | Totale Sora        | 62         | 18         | 19         | 25         |                 | 10              | 2               | 5               | 3               |                    | -                  | -                  | -                  | -                  |             | -           | -           | -           | -           | 72     | 20     | 24     | 28     | 27,78      |                          |
| 2006-2007           | Juve Stabia        | C1                 | 34         | 13         | 14         | 7          | CI-C            | 4               | 1               | 2               | 1               | -                  | -                  | -                  | -                  | -                  | -           | -           | -           | -           | -           | 38     | 14     | 16     | 8      | 36,84      | 7º                       |
| nov. 2007-apr. 2008 | Juve Stabia        | C1                 | 18         | 5          | 5          | 8          | CI-C            | -               | -               | -               | -               | -                  | -                  | -                  | -                  | -                  | -           | -           | -           | -           | -           | 18     | 5      | 5      | 8      | 27,78      | Sub., Eson.              |
| Totale Juve Stabia  | Totale Juve Stabia | Totale Juve Stabia | 52         | 18         | 19         | 15         |                 | 4               | 1               | 2               | 1               |                    | -                  | -                  | -                  | -                  |             | -           | -           | -           | -           | 56     | 19     | 21     | 16     | 33,93      |                          |
| 2008-2009           | Paganese           | 1D                 | 34         | 9          | 14         | 11         | CI-LP           | 4               | 2               | 1               | 1               | -                  | -                  | -                  | -                  | -                  | -           | -           | -           | -           | -           | 38     | 11     | 15     | 12     | 28,95      | 13º                      |
| ott. 2009-2010      | Potenza            | 1D                 | 30         | 8          | 9          | 13         | CI-LP           | 7               | 6               | 0               | 1               | -                  | -                  | -                  | -                  | -                  | -           | -           | -           | -           | -           | 37     | 14     | 9      | 14     | 37,84      | Eson., Sub., 18º         |
| ago.-set. 2010      | Eupen              | D1                 | 3          | 0          | 1          | 2          | CB              | -               | -               | -               | -               | -                  | -                  | -                  | -                  | -                  | -           | -           | -           | -           | -           | 3      | 0      | 1      | 2      | &0,00      | Dimiss.                  |
| nov. 2010-2011      | Paganese           | 1D                 | 18         | 5          | 6          | 7          | CI-LP           | -               | -               | -               | -               | -                  | -                  | -                  | -                  | -                  | -           | -           | -           | -           | -           | 18     | 5      | 6      | 7      | 27,78      | Sub., 17º (retr.)        |
| Totale Paganese     | Totale Paganese    | Totale Paganese    | 52         | 14         | 20         | 18         |                 | 4               | 2               | 1               | 1               |                    | -                  | -                  | -                  | -                  |             | -           | -           | -           | -           | 56     | 16     | 21     | 19     | 28,57      |                          |
| gen.-giu. 2012      | Fondi              | 2D                 | 19         | 6          | 8          | 5          | CI-LP           | -               | -               | -               | -               | -                  | -                  | -                  | -                  | -                  | -           | -           | -           | -           | -           | 19     | 6      | 8      | 5      | 31,58      | Sub., 12º                |
| ago.-ott. 2012      | Fondi              | 2D                 | 7          | 0          | 2          | 5          | CI-LP           | 2               | 1               | 0               | 1               | -                  | -                  | -                  | -                  | -                  | -           | -           | -           | -           | -           | 9      | 1      | 2      | 6      | 11,11      | Eson., Sub., Dimiss.     |
| Totale Fondi        | Totale Fondi       | Totale Fondi       | 26         | 6          | 10         | 10         |                 | 2               | 1               | 0               | 1               |                    | -                  | -                  | -                  | -                  |             | -           | -           | -           | -           | 28     | 7      | 10     | 11     | 25,00      |                          |
| ago.-set. 2013      | Casertana          | 2D                 | 3          | 0          | 1          | 2          | CI-LP           | 2               | 0               | 2               | 0               | -                  | -                  | -                  | -                  | -                  | -           | -           | -           | -           | -           | 5      | 0      | 3      | 2      | &0,00      | Eson.                    |
| 2014-2015           | Arezzo             | LP                 | 38         | 12         | 13         | 13         | CI-D            | 1               | 0               | 0               | 1               | -                  | -                  | -                  | -                  | -                  | -           | -           | -           | -           | -           | 39     | 12     | 13     | 14     | 30,77      | 9º                       |
| 2015-apr. 2016      | Arezzo             | LP                 | 31         | 7          | 16         | 8          | CI+CI-LP        | 1+1             | 0               | 0               | 1+1             | -                  | -                  | -                  | -                  | -                  | -           | -           | -           | -           | -           | 33     | 7      | 16     | 10     | 21,21      | Eson.                    |
| Totale Arezzo       | Totale Arezzo      | Totale Arezzo      | 69         | 19         | 29         | 21         |                 | 3               | 0               | 0               | 3               |                    | -                  | -                  | -                  | -                  |             | -           | -           | -           | -           | 72     | 19     | 29     | 24     | 26,39      |                          |
| nov. 2016-2017      | Modena             | LP                 | 23         | 9          | 6          | 8          | CI+CI-LP        | -               | -               | -               | -               | -                  | -                  | -                  | -                  | -                  | -           | -           | -           | -           | -           | 23     | 9      | 6      | 8      | 39,13      | Sub., 14º                |
| ago.-nov. 2017      | Modena             | C                  | [ 35 ]     | -          | -          | -          | CI-C            | 2               | 0               | 1               | 1               | -                  | -                  | -                  | -                  | -                  | -           | -           | -           | -           | -           | 2      | 0      | 1      | 1      | &0,00      | -                        |
| Totale Modena       | Totale Modena      | Totale Modena      | 23         | 9          | 6          | 8          |                 | 2               | 0               | 1               | 1               |                    | -                  | -                  | -                  | -                  |             | -           | -           | -           | -           | 25     | 9      | 7      | 9      | 36,00      |                          |
| nov. 2017-apr. 2018 | Sambenedettese     | C                  | 22         | 9          | 8          | 5          | CI-C            | 1               | 0               | 0               | 1               | -                  | -                  | -                  | -                  | -                  | -           | -           | -           | -           | -           | 23     | 9      | 8      | 6      | 39,13      | Sub., Eson.              |
| gen.-giu. 2019      | Rieti              | C                  | 18         | 7          | 6          | 5          | CI-C            | -               | -               | -               | -               | -                  | -                  | -                  | -                  | -                  | -           | -           | -           | -           | -           | 18     | 7      | 6      | 5      | 38,89      | Sub., 15º                |
| ott. 2019-2020      | Avellino           | C                  | 21+1       | 8          | 6+1        | 7          | CI-C            | 2               | 1               | 0               | 1               | -                  | -                  | -                  | -                  | -                  | -           | -           | -           | -           | -           | 24     | 9      | 7      | 8      | 37,50      | Sub., 10º                |
| nov. 2020-feb. 2021 | Potenza            | C                  | 14         | 3          | 2          | 9          | CI              | -               | -               | -               | -               | -                  | -                  | -                  | -                  | -                  | -           | -           | -           | -           | -           | 14     | 3      | 2      | 9      | 21,43      | Sub., Eson.              |
| Totale Potenza      | Totale Potenza     | Totale Potenza     | 44         | 11         | 11         | 22         |                 | 7               | 6               | 0               | 1               |                    | -                  | -                  | -                  | -                  |             | -           | -           | -           | -           | 51     | 17     | 11     | 23     | 33,33      |                          |
| ott.-dic. 2021      | Messina            | C                  | 10         | 2          | 2          | 6          | CI-C            | -               | -               | -               | -               | -                  | -                  | -                  | -                  | -                  | -           | -           | -           | -           | -           | 10     | 2      | 2      | 6      | 20,00      | Sub., Eson.              |
| set. 2022-2023      | Taranto            | C                  | 36         | 11         | 13         | 12         | CI-C            | 1               | 0               | 0               | 1               | -                  | -                  | -                  | -                  | -                  | -           | -           | -           | -           | -           | 37     | 11     | 13     | 13     | 29,73      | Sub., 11º                |
| 2023-2024           | Taranto            | C                  | 38+4       | 20         | 9+3        | 9+1        | CI-C            | 1               | 0               | 1               | 0               | -                  | -                  | -                  | -                  | -                  | -           | -           | -           | -           | -           | 43     | 20     | 13     | 10     | 46,51      | 5º                       |
| lug.-ago. 2024      | Taranto            | C                  | -          | -          | -          | -          | CI-C            | 1               | 0               | 0               | 1               | -                  | -                  | -                  | -                  | -                  | -           | -           | -           | -           | -           | 1      | 0      | 0      | 1      | &0,00      | Eson.                    |
| Totale Taranto      | Totale Taranto     | Totale Taranto     | 82         | 33         | 25         | 24         |                 | 7               | 2               | 3               | 2               |                    | -                  | -                  | -                  | -                  |             | -           | -           | -           | -           | 89     | 35     | 28     | 26     | 39,33      |                          |
| set.-ott. 2024      | Foggia             | C                  | 4          | 0          | 2          | 2          | CI-C            | -               | -               | -               | -               | -                  | -                  | -                  | -                  | -                  | -           | -           | -           | -           | -           | 4      | 0      | 2      | 2      | &0,00      | Sub., Dimiss.            |
| dic. 2024-gen. 2025 | Trapani            | C                  | 5          | 1          | 2          | 2          | CI-C            | 2               | 1               | 1               | 0               | -                  | -                  | -                  | -                  | -                  | -           | -           | -           | -           | -           | 7      | 2      | 3      | 2      | 28,57      | Sub., Eson.              |
| Totale Trapani      | Totale Trapani     | Totale Trapani     | 36         | 7          | 13         | 16         |                 | 2               | 1               | 1               | 0               |                    | -                  | -                  | -                  | -                  |             | -           | -           | -           | -           | 38     | 8      | 14     | 16     | 21,05      |                          |
| Totale carriera     | Totale carriera    | Totale carriera    | 842        | 291        | 290        | 261        |                 | 90              | 31              | 35              | 24              |                    | -                  | -                  | -                  | -                  |             | -           | -           | -           | -           | 932    | 322    | 325    | 285    | 34,55      |                          |

## Palmarès

### Allenatore

#### Competizioni nazionali
- Campionato Nazionale Dilettanti: 2

Altamura: 1995-1996 (girone H)
Cavese: 1996-1997 (girone G)

#### Individuale
- Premio Nazionale MM7: 1

2024